# Sistani (Dialekt)
Sistani (persisch: سیستانی), manchmal auch Zaboli (nach der sistanischen Stadt Zabol) ist ein Dialekt der Persischen Sprache, der in der Region Sistan gesprochen wird, also in den iranischen Provinzen Sistan und Belutschistan und Süd-Chorasan sowie in den afghanischen Provinzen Farah und Zaranj.

## Vokabular
Sistani beinhaltet viele Wörter, die es auch in der benachbarten belutschischen Sprache gibt, die andere persische Dialekte jedoch nicht haben. 
| Deutsch  | Sistani | Belutschisch |
| -------- | ------- | ------------ |
| Staub    | palg    | polg         |
| Perfect  | purra   | pura         |
| Kuss     | pakk    | pakko        |
| Finger   | chongol | changol      |
| merken   | sarpe'  | sarpad       |
| Skorpion | qa'zum  | zum          |
| Ausflug  | chaqal  | chakar       |
| dumm     | ga'nok  | ganok        |
| Falten   | krenj   | gerenchag    |